# Brotulotaenia nigra
Brotulotaenia nigra é uma espécie de peixe da família Ophidiidae. A sua área de distribuição corresponde ao Atlântico, de modo descontínuo.
É uma espécie de peixe marinho, batipelágico, de águas profundas, que pode atingir 30 cm de comprimento.
Esta espécie é ovípara e os ovos são depositados numa massa gelatinosa flutuante.
Existe registo da sua ocorrência ao largo do arquipélago da Madeira.